# Чемпионат мира по карате 2023
Чемпионат мира по карате 2023 — 26 чемпионат мира по карате. Прошёл в Будапеште (Венгрия) с 24 по 29 октября 2023 года. В чемпионате приняли участие более 1000 спортсменов из 103 стран в 10 весовых категориях. Разыграны 16 комплектов наград.

## Медальный зачёт
*   Принимающая страна (Венгрия)
| Место           | Страна             | Золото | Серебро | Бронза | Всего |
| --------------- | ------------------ | ------ | ------- | ------ | ----- |
| 1               | Япония             | 4      | 1       | 1      | 6     |
| 2               | Египет             | 2      | 2       | 4      | 8     |
| 3               | Турция             | 2      | 2       | 1      | 5     |
| 4               | Франция            | 2      | 0       | 3      | 5     |
| 5               | Испания            | 1      | 2       | 3      | 6     |
| 6               | Казахстан          | 1      | 1       | 1      | 3     |
| 7               | Иордания           | 1      | 0       | 1      | 2     |
| 8               | Азербайджан        | 1      | 0       | 0      | 1     |
| 8               | Греция             | 1      | 0       | 0      | 1     |
| 8               | Китай              | 1      | 0       | 0      | 1     |
| 11              | Италия             | 0      | 2       | 5      | 7     |
| 12              | Иран               | 0      | 1       | 1      | 2     |
| 13              | Болгария           | 0      | 1       | 0      | 1     |
| 13              | Венгрия            | 0      | 1       | 0      | 1     |
| 13              | Гонконг            | 0      | 1       | 0      | 1     |
| 13              | Черногория         | 0      | 1       | 0      | 1     |
| 13              | Швейцария          | 0      | 1       | 0      | 1     |
| 18              | Украина            | 0      | 0       | 3      | 3     |
| 19              | Венесуэла          | 0      | 0       | 2      | 2     |
| 20              | Индонезия          | 0      | 0       | 1      | 1     |
| 20              | Косово             | 0      | 0       | 1      | 1     |
| 20              | Нейтральные атлеты | 0      | 0       | 1      | 1     |
| 20              | США                | 0      | 0       | 1      | 1     |
| 20              | Саудовская Аравия  | 0      | 0       | 1      | 1     |
| 20              | Сербия             | 0      | 0       | 1      | 1     |
| 20              | Хорватия           | 0      | 0       | 1      | 1     |
| Всего стран: 26 | Всего стран: 26    | 16     | 16      | 32     | 64    |

## Медалисты

### Мужчины
| Весовая категория | Золото                        | Серебро                   | Бронза                                      |
| ----------------- | ----------------------------- | ------------------------- | ------------------------------------------- |
| до 60 кг          | Кристос-Стефанос Зенос Греция | Кайсар Алпысбай Казахстан | Анжело Крещенцо · Италия Эрай Самдан Турция |

| Место (до 60 кг) | Атлет                                             |
| ---------------- | ------------------------------------------------- |
| 5                | Доменик Имрих Словакия Амр Алаа Абукора Египет    |
| 7                | Олег Мелёхин Нейтральный атлет Лейлей Ши Китай    |
| 9                | Талла Разах Ндиайе Сенегал Аладдин Сальми Алжир   |
| 11               | Реза Гейдари беженцы Максимилиано Ларроса Уругвай |

| Весовая категория | Золото                  | Серебро                  | Бронза                                                       |
| ----------------- | ----------------------- | ------------------------ | ------------------------------------------------------------ |
| до 67 кг          | Стивен да Коста Франция | Ненад Дулович Черногория | Дидар Амирали · Казахстан Фахад аль Хатами Саудовская Аравия |

| Место (до 67 кг) | Атлет                                                |
| ---------------- | ---------------------------------------------------- |
| 5                | Афиф Хаит Иордания Мухаммед Оездемир Германия        |
| 7                | Ченг-Чунг Ших (Тайбей) Китай Джанлука Де Виво Италия |
| 9                | Лаит Хаддаджи Тунис Иоаким Мендес Португалия         |
| 11               | Хуан Маседо Уругвай Тони Ноа Писино Швейцария        |

| Весовая категория | Золото                           | Серебро                         | Бронза                                                           |
| ----------------- | -------------------------------- | ------------------------------- | ---------------------------------------------------------------- |
| до 75 кг          | Мамдух Абдельазиз Абдалла Египет | Габор Кароли Харспатаки Венгрия | Эрнест Шарафутдинов · Нейтральный атлет Андрий Заплитный Украина |

| Место (до 75 кг) | Атлет                                                 |
| ---------------- | ----------------------------------------------------- |
| 5                | Хамза Туруля Босния и Герцеговина Томас Скотт США     |
| 7                | Энцо Бертон Франция Марко Дос Анхос Бразилия          |
| 9                | Лоренцо Пьетромарки Италия Хуан Хосе Риос Муньос Перу |
| 11               | Кувончбек Мухамадиев Узбекистан Омар Альхенаэ Кувейт  |
| 13               | Эльхами Шабани Косово                                 |

| Весовая категория | Золото              | Серебро              | Бронза                                                   |
| ----------------- | ------------------- | -------------------- | -------------------------------------------------------- |
| до 84 кг          | Юссеф Бадави Египет | Махди Ходабахши Иран | Валерий Чоботарь · Украина Мухаммед Аль Джафари Иордания |

| Место (до 84 кг) | Атлет                                                    |
| ---------------- | -------------------------------------------------------- |
| 5                | Эдуард Гаспарян Нейтральный атлет Рикито Симада Япония   |
| 7                | Йонатан Фройд Австралия Махир Дзухо Босния и Герцеговина |
| 9                | Махтар Диоп Сенегал Мохаммед Аль Суви Ливия              |
| 11               | Бьорн Куловури Финляндия Абдулла Бабикр Катар            |

| Весовая категория | Золото               | Серебро                  | Бронза                                         |
| ----------------- | -------------------- | ------------------------ | ---------------------------------------------- |
| свыше 84 кг       | Мехди Филали Франция | Таха Тарек Махмуд Египет | Джорде Тесанович · Сербия Сайад Гянджзаде Иран |

| Место (свыше 84 кг) | Атлет                                                       |
| ------------------- | ----------------------------------------------------------- |
| 5                   | Джованни Сальгадо Фелипин Бразилия Анджело Квешич Хорватия  |
| 7                   | Абылай Толтай Казахстан Роб Тиммерманс Кюрасао              |
| 9                   | Маккарти Шон Крин Ирландия Тирават Кангтонг (Таиланд) Китай |
| 11                  | Джон Кьяло Кения                                            |

| Вид соревнований       | Золото | Серебро | Бронза         |
| ---------------------- | ------ | ------- | -------------- |
| Мужское командное ката | Япония | Турция  | Испания Италия |

| Место (Мужское командное ката) | Страна                      |
| ------------------------------ | --------------------------- |
| 5                              | Кувейт Франция              |
| 7                              | Гонконг Иран                |
| 9                              | Китай Египет                |
| 11                             | Северная Македония Колумбия |
| 13                             | Польша Германия             |
| 15                             | Чехия Макао                 |
| 17                             | Хорватия Венгрия            |
| 19                             | Ирак Украина                |
| 21                             | Бразилия Марокко            |
| 21                             | Черногория Австрия          |
| 25                             | ЮАР Перу                    |
| 25                             | Румыния                     |

| Вид соревнований         | Золото   | Серебро | Бронза         |
| ------------------------ | -------- | ------- | -------------- |
| Мужское командное кумите | Иордания | Египет  | Франция Италия |

| Место (Мужское командное кумите) | Страна                |
| -------------------------------- | --------------------- |
| 5                                | Казахстан Азербайджан |
| 7                                | Украина Словакия      |
| 9                                | Хорватия Косово       |

| Вид соревнований | Золото              | Серебро                                 | Бронза                                              |
| ---------------- | ------------------- | --------------------------------------- | --------------------------------------------------- |
| Мужское ката     | Али Софуоглу Турция | Хьюго Дамиан Капдевилья Кинтеро Испания | Ариель Торрез Гутиеррез · США Какэру Нисияма Япония |

| Место (Мужское ката) | Страна                                                 |
| -------------------- | ------------------------------------------------------ |
| 5                    | Валид Карим Гали Египет Маттиа Бусато Италия           |
| 7                    | Хи Юн Парк Республика Корея Ботонд Наги Венгрия        |
| 9                    | Роман Гейдаров Азербайджан Чао-Чинг Чен (Тайбей) Китай |

### Женщины
| Весовая категория | Золото                     | Серебро                 | Бронза                                                      |
| ----------------- | -------------------------- | ----------------------- | ----------------------------------------------------------- |
| до 50 кг          | Молдир Жанбырбай Казахстан | Эрминия Перфетто Италия | Салама Рим Ахмед · Египет Камачо Йоргелис Салазар Венесуэла |

| Место (до 50 кг) | Атлет                                         |
| ---------------- | --------------------------------------------- |
| 5                | Ли Ранран Китай Айка Окадзани Япония          |
| 7                | Шара Хубрих Германия Наталья Варгова Словакия |
| 9                | Катиа Сальсидо Мексика Цилия Уйкене Алжир     |
| 11               | Нора Аль Рашил Саудовская Аравия              |

| Весовая категория | Золото            | Серебро                | Бронза                                             |
| ----------------- | ----------------- | ---------------------- | -------------------------------------------------- |
| до 55 кг          | Йакан Туба Турция | Ивет Горанова Болгария | Барбара Перес · Венесуэла Анжелика Терлюга Украина |

| Место (до 55 кг) | Атлет                                                       |
| ---------------- | ----------------------------------------------------------- |
| 5                | Севинч Рахимова Узбекистан Фатеме Саадати Иран              |
| 7                | Джок Истри Агунг Санистйарани Индонезия Ассма Шариф Франция |
| 9                | Бранкича Негованович Сербия Ку Цуи-Пинг (Тайбей) Китай      |
| 11               | Сиори Накамура Япония Мадина Садигова Азербайджан           |

| Весовая категория | Золото        | Серебро                | Бронза                                   |
| ----------------- | ------------- | ---------------------- | ---------------------------------------- |
| до 61 кг          | Гонг Ли Китай | Фатма Наз Йенен Турция | Лаура Сиверт · Франция Нурсин Али Египет |

| Место (до 61 кг) | Атлет                                            |
| ---------------- | ------------------------------------------------ |
| 5                | Ти Ми Там Хоанг Вьетнам Вафа Махджуб Тунис       |
| 7                | Анита Серогина Украина Хайа Джумаа Канада        |
| 9                | Мая Судзуки Япония Шайма Миди Алжир              |
| 11               | Лаура Диаз Кано Аргентина Марьям Аджарай Бельгия |

| Весовая категория | Золото                     | Серебро                 | Бронза                                                |
| ----------------- | -------------------------- | ----------------------- | ----------------------------------------------------- |
| до 68 кг          | Ирина Зарецкая Азербайджан | Елена Кириджи Швейцария | Ализе Агиер · Франция Джорджа Зефаня Джейко Индонезия |

| Место (до 68 кг) | Атлет                                                     |
| ---------------- | --------------------------------------------------------- |
| 5                | Мария Изабель Нието Мехиас Испания Мадлен Шрёдер Германия |
| 7                | Мариант Куэрво Бауте Венесуэла Скайлар Лингл США          |
| 9                | Элизабета Мольнар Словения Марина Вукович Австрия         |

| Весовая категория | Золото            | Серебро                     | Бронза                                              |
| ----------------- | ----------------- | --------------------------- | --------------------------------------------------- |
| свыше 68 кг       | Аяка Сайто Япония | Мария Торрес Гарсиа Испания | Шаабан Окилла Менна · Египет Клио Ферраджути Италия |

| Место (свыше 68 кг) | Атлет                                          |
| ------------------- | ---------------------------------------------- |
| 5                   | Шехинез Джеми Тунис София Берульцева Казахстан |
| 7                   | Иоганна Книер Германия Юлия Данишевска Польша  |
| 9                   | Лейла Борджалы Иран Офелия Мулоло Бельгия      |

| Вид соревнований       | Золото | Серебро | Бронза         |
| ---------------------- | ------ | ------- | -------------- |
| Женское командное ката | Япония | Италия  | Испания Египет |

| Место (Женское командное ката) | Страна               |
| ------------------------------ | -------------------- |
| 5                              | Марокко Турция       |
| 7                              | Португалия Германия  |
| 9                              | Франция Китай        |
| 11                             | Австралия Перу       |
| 13                             | Колумбия Венгрия     |
| 15                             | Бразилия Малайзия    |
| 17                             | Хорватия Швейцария   |
| 19                             | Чехия ЮАР            |
| 21                             | Босния и Герцеговина |

| Вид соревнований         | Золото          | Серебро       | Бронза                          |
| ------------------------ | --------------- | ------------- | ------------------------------- |
| Женское командное кумите | Испания Испания | Япония Япония | Косово Косово Хорватия Хорватия |

| Место (Женское командное кумите) | Страна              |
| -------------------------------- | ------------------- |
| 5                                | Казахстан Венгрия   |
| 7                                | Франция Египет      |
| 9                                | Швейцария Австралия |

| Вид соревнований | Золото            | Серебро                   | Бронза                                                 |
| ---------------- | ----------------- | ------------------------- | ------------------------------------------------------ |
| Женское ката     | Оно Хикару Япония | Грейс Шёнг Лау Мо Гонконг | Паола Лозано Гарсиа · Испания Терьяна Д’Онофрио Италия |

| Место (Женское ката) | Страна                                    |
| -------------------- | ----------------------------------------- |
| 5                    | Сакура Кокумаи США Дилара Бозан Турция    |
| 7                    | Фёнг Ти Нгуйен Вьетнам Махса Афсанех Иран |
| 9                    | Ана Круз Португалия Айя Хешам Египет      |